# Theta Cassiopeiae
Theta Cassiopeiae  (θ Cas / 33 Cassiopeiae / HD 6961) es una estrella en la constelación de Casiopea de magnitud aparente +4,34. Recibe el nombre de Marfak, proveniente de la palabra árabe para «codo», también utilizado para designar a la vecina μ Cassiopeiae.
A 137 años luz de distancia, Theta Cassiopeiae es una estrella blanca de la secuencia principal de tipo espectral A7V y 7940 K de temperatura. Su luminosidad es 25 veces mayor que la del Sol y su radio es 2,6 veces más grande que el radio solar. Con una edad de 800 millones de años, su masa se estima ligeramente por encima de 2 masas solares. Su velocidad de rotación, superior a 103 km/s, es unas 50 veces mayor que la del Sol, empleando menos de 1,3 días en completar una vuelta.
Catalogada como posible estrella variable —del tipo Delta Scuti—, la variabilidad de Theta Cassiopeiae no ha sido confirmada. Igualmente puede ser una binaria espectroscópica, pero no ha podido ser resuelta mediante interferometría de moteado. Con una metalicidad superior a la solar en un 40%, es candidata a que pueda estar rodeada —como Denébola (β Leonis) o η Corvi— de un disco circunestelar emisor de radiación infrarroja.